# Powtórzenie
Powtórzenie (łac. repetitio) – figura retoryczna, zabieg stylistyczny polegający na wielokrotnym użyciu tego samego elementu językowego (wyrazu, zespołu wyrazów, wersów lub zwrotek) celem uzyskania rytmizacji, podkreślenia znaczenia, zwiększenia ekspresji.
Przykład: „Zieleń, zieleń, coraz więcej zieleni i przestrzeni”.
Rodzaje powtórzeń:
- epifora (powtórzenie na końcu wersu)
- anafora (powtórzenie na początku wersu)
- refren
- paralelizm
- symploka